# Всемогущие Джонсоны
Всемогущие Джонсоны (англ. The Almighty Johnsons) — новозеландский телевизионный сериал, рассказывающий о смертных воплощениях скандинавских богов в современном мире, а в частности о семье Джонсон. Первый сезон сериала состоял из десяти эпизодов и вышел в Новой Зеландии 7 февраля 2011 года. Первая серия второго сезона, включающего в себя уже тринадцать эпизодов, вышла 29 февраля 2012. Третий сезон стартовал 4 июля 2013 и состоит также из тринадцати эпизодов. Сериал официально закрыт.

## Сюжет
В свой двадцать первый день рождения Эксл, младший брат семьи Джонсон, узнает, что он и все его братья являются смертными воплощениями скандинавских богов, позорно покинувших Асгард, и вынужденных жить среди смертных. Тогда же происходит череда знамений, предвещающих возвращение в этот мир Одина, отца всех богов. В итоге становится ясно, что он и есть Один. Это вынуждает его начать поиски своей мифологической возлюбленной по имени Фригг, воссоединение с которой вернет всем асам их силу и позволит вернуться в потерянный Асгард. Однако счастливое воссоединение по вкусу далеко не всем, и ситуация осложняется появлением группы богинь, пытающихся найти перевоплощенную Фригг раньше и склонить её на свою сторону.

## Главные герои
| Персонаж (Бог/Богиня)  | Актёр           | Примечание |
| ---------------------- | --------------- | --- |
| Эксл Джонсон (Один)    | Эмметт Скилтон  | Главный персонаж сериала. Когда оба родителя покинули семью, Экслу было всего шесть лет. Его и остальных братьев вырастил их старший брат Майк, являющийся их опекуном. В основном божественная сущность Эксла проявляется в физической силе, но иногда она также дает ему инстинктивное чувство боя, как и полагает богу войны. Его миссией является поиск второй половинки Одина, богини Фригг. Воссоединение с ней вернет всем асам их силу и позволит вернуться в Асгард. Но если Эксл умрет раньше выполнения поставленной задачи, то вместе с ним умрут и все его родные. |
| Майк Джонсон (Улль)    | Тимоти Бальм    | Самый старший из всех братьев. Он обладает высоким чувством ответственности и готов рискнуть всем чтобы выполнить своё слово. Майк является воплощением Улля, бога игр и охоты, и никогда не проигрывает в азартных играх (правда, тут важен контакт с оппонентом). Из-за трагедии, случившейся с его другом, своей способностью он поначалу почти не пользуется. |
| Эндерс Джонсон (Браги) | Дин О’Горман    | Эндерс самоуверен и эгоистичен. Более всего он желает как можно скорее вернуть свою власть, став полноценным богом. Тем не менее, персонаж положительный и достаточно харизматичный. Своим голосом он способен очаровывать собеседников, заставляя их делать так, как он скажет. Этой своей способностью он пользуется без каких-либо зазрений совести. |
| Тай Джонсон (Хёд)      | Джаред Тернер   | Тай очень рассудителен и застенчив, проводит много времени в полном одиночестве. Вечным спутником Тая является холод, ведь его божественная сущность — Хёд, бог всего мрачного и холодного. От этого он очень страдает. Однажды, он случайно чуть не убил свою девушку из-за того что она прикоснулась пальцем к нему когда заснула. В последующем, чтобы спасти Эксла, женится на Хель. А потом теряет свою божественную силу, но все «смертные» забывают его, в том числе и его возлюбленная, но под действием сильных негативных эмоций сила Хёда проявляется.               |
| Олаф Джонсон (Бальдр)  | Бен Баррингтон  | Олаф является воплощением Бальдра, бога перерождения, света и красоты. По этой причине Олаф стареет очень медленно. Он — дедушка всем братьям Джонсон, но они представляют его как своего дядю или двоюродного брата. Пристрастие к стимулирующим веществам иронично совпадает с его ролью семейного оракула. |
| Мишель Брок (Сьёфн)    | Мишель Лэнгстон | Мишель работает в местной больнице семейным психологом, и является воплощением богини любви Сьёфн. Она владеет веткой дерева Иггдрасиль, имеющей целебные свойства. Флиртовала с Эндерсом, но впоследствии стала встречаться с Майком. |

## Награды

### Aotearoa Film & Television Awards
| Год  | Премия           | Категория                         | Номинант       | Результат |
| ---- | ---------------- | --------------------------------- | -------------- | --------- |
| 2011 | General TV Award | Лучшая женская роль второго плана | Ферн Сазерленд | Номинация |

### New York Festivals
| Год  | Премия               | Категория       | Номинант                                                  | Результат |
| ---- | -------------------- | --------------- | --------------------------------------------------------- | --------- |
| 2012 | Сертификат финалиста | Лучший сценарий | Джеймс Гриффин (серия «Every Good Quest Has a Sacrifice») | Победа    |

### Sir Julius Vogel Award
| Год  | Премия                   | Категория                  | Номинант            | Результат |
| ---- | ------------------------ | -------------------------- | ------------------- | --------- |
| 2012 | Профессиональная награда | Лучший драматический показ | Всемогущие Джонсоны | Победа    |